# Adrien Bart
Adrien Bart, född 4 september 1991 i Orléans, är en fransk kanotist.

## Karriär
Bart tävlade för Frankrike vid olympiska sommarspelen 2016 i Rio de Janeiro, där han slutade på andra plats i B-finalen i C-1 1000 meter och totalt nionde plats i tävlingen. I augusti 2019 vid VM i Szeged tog Bart brons i C-1 1000 meter.
I augusti 2021 vid OS i Tokyo slutade Bart på fjärde plats i C-1 1000 meter.